# Самарівська сільська рада
| Самарівська сільська рада Самарівської сільської територіальної громади (до 2017 року — Самарівська сільська рада Ратнівського району Волинської області) — орган місцевого самоврядування Самарівської сільської територіальної громади Волинської області з розміщенням у с. Самари. Рада складається з 22 депутатів та голови. Перші вибори до ради громади та Самарівського сільського голови відбулись 30 квітня 2017 року. Було обрано 22 депутати ради; за суб'єктами висування: 10 — «Громадянська позиція», 4 — УКРОП, 3 — самовисування, по 2 — Всеукраїнське об'єднання «Батьківщина» та Аграрна партія України, 1 — БПП «Солідарність». Головою громади обрали позапартійного самовисуванця Миколу Маргеса, чинного Самарівського сільського голову. Історична дата утворення: в 1947 році. До 17 травня 2017 року — адміністративно-територіальна одиниця у Ратнівському районі Волинської області з сіл Самари, Боровуха, Головище, Занивське, Козовата, Під'язівні, Теребовичі та Язавні. |

Рада складалась з 16 депутатів та голови.

### Керівний склад ради
| ПІБ                    | Основні відомості                                                    | Дата обрання | Дата звільнення |
| ---------------------- | -------------------------------------------------------------------- | ------------ | --------------- |
| Штик Микола Васильович | Сільський голова, 1966 року народження, освіта, член народної партії | 26.03.2006   | 31.10.2010      |
| Штик Микола Васильович | Сільський голова, 1966 року народження, освіта вища, безпартійний    | 31.10.2010   |                 |

Примітка: таблиця складена за даними джерела

## Населення
Згідно з переписом УРСР 1989 року чисельність наявного населення сільської ради становила 2579 осіб, з яких 1244 чоловіки та 1335 жінок.
За переписом населення України 2001 року в сільській раді мешкала 2491 особа.

### Мова
Розподіл населення за рідною мовою за даними перепису 2001 року:
| Мова       | Відсоток |
| ---------- | -------- |
| українська | 99,40 %  |
| російська  | 0,36 %   |
| білоруська | 0,24 %   |